# National befreite Zone
Der Ausdruck „national befreite Zone“ beschreibt als Selbstbezeichnung eine Strategie des deutschen Rechtsextremismus. Medien, zivilgesellschaftliche Initiativen und Wissenschaftler sprechen von rechten „No-go-Areas“ oder „Angstzonen“. Die „national befreite Zone“ gilt als eines der bedeutendsten rechtsextremen Strategiekonzepte der letzten Jahre.
Burkhard Schröder beschreibt das Konzept wie folgt:

„Eine ‚befreite Zone‘ ist kein fest umrissener und geografisch definierter Ort, sondern beschreibt ein bestimmtes Milieu, ein Netz von Verhaltensmustern, das Einstellungen und Ideen nur innerhalb bestimmter Grenzen als ‚normal‘ vorschreibt. Ziel sei es, die normale Alltagskultur und ihre moralischen Normen mit weltanschaulichen Versatzstücken zu infiltrieren […].“

## Geschichte des Konzeptes
Der Terminus lässt sich im Diskurs des Rechtsextremismus der BRD bis 1990 zurückverfolgen. Die Formel wurde im September 1990 in der zweiten Ausgabe der Zeitschrift Einheit und Kampf in einem Artikel unter dem Titel Strategie. Der Aufbau einer nationalistischen Gemeinschaft (S. 52–53) verwendet. In diesem Aufsatz wurden befreite Zonen als Räume eingefordert, in welchen der Staat keinen Einfluss haben würde, wie zum Beispiel durch den Besitz eines Hauses. Neben wirtschaftlicher Unabhängigkeit sollten befreite Zonen die Möglichkeit weitgehender Autarkie bringen und die Macht des Staates für die Lebensgestaltung irrelevant werden lassen. Basis solcher Gemeinschaften seien die Kleinstädte oder die ländlichen Gebiete. Dabei ist es durchaus Kalkül, Anschluss an die restliche Bevölkerung zu finden. Der Artikel Revolutionärer Weg konkret: Schafft befreite Zonen! in der Zeitschrift Vorderste Front. Zeitschrift für politische Theorie und Strategie (Ausgabe 2, Juni 1991, S. 4–7), eine Publikation des NPD-nahen Nationaldemokratischen Hochschulbunds schloss an diese Gedanken an, sie liest sich wie eine Überarbeitung des erstgenannten Programmes. Die Strategie zielt darauf, im Staat eine Gegenmacht zu bilden.

„Je weniger wir von den Einrichtungen des Staates oder vom Staat und seinen Bütteln abhängig sind, desto mehr nähern wir uns einer Befreiten Zone.“

Der Terminus wurde hier im Sinn einer ortsübergreifenden Kooperation zur Vernetzung gleichgesinnter Initiativen verwendet, um eine Ausweitung kommunikativer zu erzielen und neue wirtschaftliche Standbeine aufzubauen. Der Ansatz versteht sich als Reaktion auf eine staatliche Kriminalisierung und mediale Skandalisierung, die dazu führen würde, dass national denkende Personen der Gefahr eines Berufsverbotes ausgesetzt seien. Zugleich negiert das Konzept den Rechtsstaat:

„Wir müssen Freiräume schaffen, in denen wir faktisch die Macht ausüben, in denen wir sanktionsfähig sind, d. h. wir bestrafen Abweichler und Feinde.“

## Völkische Ansiedlungsprojekte
Ganz im Sinne der Schaffung von „national befreiten Zonen“ sind in den letzten Jahren völkische Siedlungsbewegungen wie zum Beispiel die Neo-Artamanen entstanden, die seit Anfang der 1990er Jahre vor allem in Mecklenburg-Vorpommern, aber auch in Bayern, Hessen, Niedersachsen, Sachsen-Anhalt, Sachsen und Schleswig-Holstein nachzuweisen sind.
Innerhalb dieser Siedlungsgemeinschaften wird ein Leben nach klaren völkischen Mustern gepflegt. Neben den alltäglichen Aufgaben wie zum Beispiel Brot backen, Kleider aus eigener Wolle herzustellen oder Reparaturarbeiten, geht es immer auch um völkisch-nationalistisches Gedankengut.
So werden beispielsweise Sonnenwend- und Erntedankfeiern durchgeführt, in denen ganz klar Bezug auf das Germanentum genommen wird. Solche Veranstaltungen dienen sowohl der Festigung der Gemeinschaft als auch der Festigung der Familie. Innerhalb dieser Gemeinschaften werden klare antiemanzipatorische Rollenbilder von Mann und Frau gepflegt: Der Mann als Ernährer und die Frau als Mutter.
Nach außen bemühen sich die Siedler ganz bewusst um Unauffälligkeit. Man beschäftigt sich mit scheinbar politisch unverfänglichen Themen wie Umwelt- und Tierschutz und ist z. B. in Bereichen wie dem Kunsthandwerk, der ökologischen Landwirtschaft und der Imkerei tätig. Die Frauen kümmern sich um die meist kinderreichen Familien oder sind in sozialen Projekten tätig. So sagte der Schulleiter der Freien Schule Güstrow, Ralf Boldt, in einem Interview mit dem Radiosender „Deutschlandfunk Kultur“ über die Unterwanderungsbewegung im ländlichen Raum: „Denn die bemühen sich, nicht negativ auffallen. Und nicht nur das: Sie treten als nette, soziale und überdurchschnittlich engagierte Mitbürger in Erscheinung. Sie lassen sich für den Elternbeirat aufstellen oder bieten bei Ausflügen ihre Unterstützung als Begleitperson an. Auch außerhalb der Schulen engagieren sie sich: in Kindertagesstätten, Vereinen, Bürgerinitiativen oder bei der Feuerwehr. In Gegenden, die von Landflucht gekennzeichnet sind und das Gemeinwesen erodiert, findet dieses Engagement vielfach Sympathie bei der ansässigen Bevölkerung.“
Das Konzept solcher Ansiedlungen ist praxisorientiert und zukunftsausgerichtet. Ihre Ideologie knüpft allerdings an politische Einstellungen aus dem Beginn des vergangenen Jahrhunderts an.
Die sogenannten Artamanen vertraten völkische Positionen, die teilweise direkt in den Nationalsozialismus übergingen.
Gerade auf dem Land versuchen völkisch orientierte Rechtsextremisten Räume zu etablieren, die sie selbst gestalten oder mitgestalten können, und in denen sie ohne oder mit reduzierten äußeren Einflüssen nach ihren eigenen Vorstellungen leben und ihre Kinder in ihrem völkischen Geist erziehen können. Sie sind auf die langfristige Beeinflussung der Alltagskultur ausgerichtet. Sie versuchen ihre Ideen in das dörfliche Zusammenleben hineinzutragen, um sie dort zu verankern. Ganz bewusst knüpfen sie hier an die vorhandenen Sozialstrukturen an, um über ihre soziale Bindungen ihre Ideologie in die Normalität zu überführen.
Vergleichbar ist die gegenwärtige „völkische Landnahme“ durch Angehörige der Anastasia-Bewegung sowie die der Reichsbürgerbewegung zugerechneten „Gemeinwohldörfer“ des Königreichs Deutschland (KRD) von Peter Fitzek.

## Unwort des Jahres 2000
Durch die Wahl zum deutschen Unwort des Jahres 2000 wurde der Ausdruck erst einer breiteren Öffentlichkeit bekannt, wobei die Jury den Zynismus dieser Formulierung anprangerte: „Damit werden auf zynische Weise Gebiete und Orte umschrieben, aus denen durch terroristische Übergriffe Ausländer und Angehörige anderer Minderheiten vertrieben wurden und die Einwohner durch Einschüchterung daran gehindert werden, sich noch offen gegen diesen Terror zu wehren.“

## Debatte um No-Go-Areas 2006
Der frühere Regierungssprecher Uwe-Karsten Heye, Vorsitzender von „Gesicht zeigen – Aktion weltoffenes Deutschland“, sagte im Mai 2006 im DeutschlandradioKultur: „Es gibt kleinere und mittlere Städte in Brandenburg und anderswo, wo ich keinem raten würde, der eine andere Hautfarbe hat, hinzugehen. Er würde sie möglicherweise lebend nicht wieder verlassen.“ Dies löste eine heftige politische Diskussion um vermeintliche No-Go-Areas im Vorfeld der Fußball-WM 2006 aus.

## Nazikieze
In 2010er- und 2020er-Jahre unternahmen neonazistische und neurechte Gruppen wie der Dritte Weg und die Identitäre Bewegung wiederholt Anstrengungen, national befreite Zonen im urbanen Raum, sogenannte „Nazi-Kieze“, zu etablieren. Dazu wurden und werden unter anderem Dortmund-Dorstfeld, Halle (Saale) und Eisenach gezählt.

## Einschätzung des Bundesverfassungsgerichtes 2017
Das Bundesverfassungsgericht gab in seinem Urteil zum zweiten NPD-Verbotsverfahren an, dass „National befreite Zonen“ nicht existieren würden. Der Kleinstort Jamel (Gägelow) stelle „einen nicht übertragbaren Sonderfall dar“.

## Debatte um rechte Siedlungsprojekte und Dorfstrukturen 2023
Im Zuge oben ausgeführter Siedlungsprojekte in Brandenburg und Sachsen sowie rechtsextremer Äußerungen von Schülern in Heidesee und Burg (Spreewald) kam es 2023 zu einer verstärkten Debatte über gefestigte rechtsextremistische Strukturen im ländlichen Raum, bei der inhaltliche und personelle Parallelen zu den national befreiten Zonen der 1990er-Jahre gezogen wurden.